# Região Geográfica Intermediária de Joinville
A Região Geográfica Intermediária de Joinville é uma das sete regiões intermediárias do estado brasileiro de Santa Catarina e uma das 134 regiões intermediárias do Brasil, criadas pelo Instituto Brasileiro de Geografia e Estatística (IBGE) em 2017. É composta por 25 municípios, distribuídos em três regiões geográficas imediatas.
Sua população total, de acordo com censo realizado pelo Instituto Brasileiro de Geografia e Estatística (IBGE) em 2022, é de 1 435 381 habitantes, distribuídos em uma área total de 14 770,581 km².
Joinville é o município mais populoso da região intermediária, com 616 317 habitantes, de acordo com o mesmo censo.

## Regiões geográficas imediatas
| Região geográfica imediata                                  | Municípios | População Censo 2022 | Área (km²) |
| ----------------------------------------------------------- | --- | -------------------- | ---------- |
| Região Geográfica Imediata de Joinville                     | Araquari Balneário Barra do Sul Corupá Garuva Guaramirim Itapoá Jaraguá do Sul Joinville Massaranduba São Francisco do Sul São João do Itaperiú Schroeder | 1 064 805            | 4 761,558  |
| Região Geográfica Imediata de Mafra                         | Bela Vista do Toldo Canoinhas Irineópolis Itaiópolis Mafra Major Vieira Monte Castelo Papanduva Porto União Três Barras                                   | 235 537              | 8 106,615  |
| Região Geográfica Imediata de São Bento do Sul-Rio Negrinho | Campo Alegre Rio Negrinho São Bento do Sul | 135 039              | 1 902,408  |
| Total                                                       | 25 | 1 435 381            | 14 770,581 |